# 徐辉碧
徐辉碧（1933年—），女，汉族，江西奉新人，中国无机化学家，曾任华中理工大学教授、博士生导师。

## 家庭
丈夫杨叔子。